# فرانك هوفمان
فرانك هوفمان هو لاعب كرة القدم الكندية كندي، ولد في 23 مايو 1980 في تورونتو في كندا.

## وصلات خارجية
- فرانك هوفمان على موقع JustSportsStats.com (الإنجليزية)